# ヘムモール
ヘムモール（ドイツ語: Hemmoor）は、ドイツ連邦共和国ニーダーザクセン州クックスハーフェン郡に位置する市である。本市は、オーステ川の西岸に位置する小都市で、シュターデと郡庁所在地クックスハーフェンとのほぼ中間にあたる。ヘムモールの人口は約8,700人である。オーステン (オーステ)、ヘヒトハウゼンとともにザムトゲマインデ・ヘムモールを形成し、その行政本部所在地となっている。

## 地理

ヘムモールの地区図

### 位置
ヘムモールは、ゲーストとオーステ沼沢地との間に位置している。中核地区はオーステ川に面しており、シュヴァルツェンヒュッテ港を経由して、エルベ川を経由して北海へ、あるいは北海＝バルト海運河を経由してバルト海に至る海路が開いている。

### 隣接する市町村
ヘムモール市はヘヒトハウゼンおよびオーステンとともにザムトゲマインデ・ヘムモールを形成している。
ヘムモールは、オーステン、オーベルンドルフ、ヴィングスト、ミッテルステナーエ、ラムシュテット、ヘヒトハウゼン、グローセンヴェルデン（シュターデ郡）と境を接している。

## 歴史

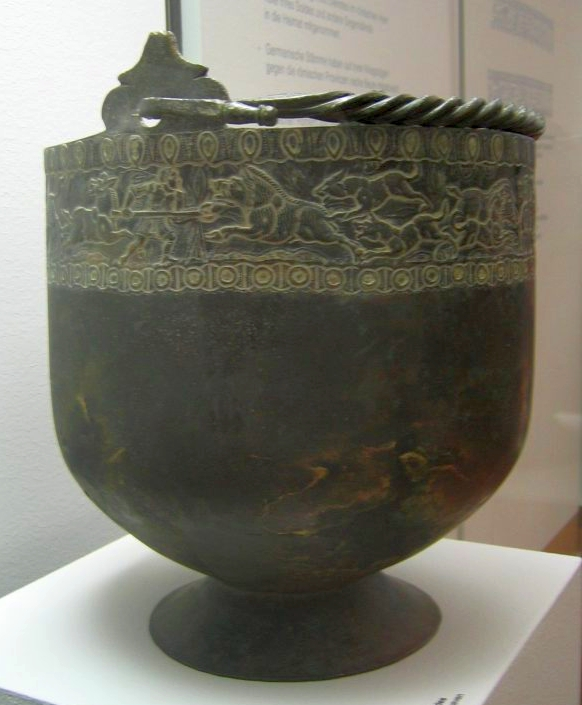
ヘムモールの桶

### 原始時代
ヘーセル、ヴァーシュターデ、ヴェスターゾーデ集落では新石器時代に多くの巨石墓が造られたが、19世紀に破壊された。ポステル・ブッシュ墳丘は、ヘムモール＝ヴェスターゾーデ近郊の青銅器時代の注目すべき墳丘群であった。
ヘムモールは、動物をフリーズ状に装飾した200年頃の黄銅器で知られるようになった。この黄銅器は、ニーダーザクセン州立ハノーファー博物館に収蔵されている。考古学者には、ローマ帝国時代（1年から375年）の遺物である「ヘムモールの桶」で知られている。

### 都市権
ヘムモールは、1968年にそれまで独立していた町村バスベック、ヴァールシュターデ、ヘム、ヴェスターゾーデ、ヘムモール、ヘーセルが合併して成立した。ヘムモールは1982年10月1日に都市権を授けられた。

### 市町村合併
1972年1月1日、隣接するオーベルンドルフの一部、人口約50人の地区がヘムモールに編入された。

## 住民

### 人口推移
| 年   | 1961  | 1970  | 1987  | 1992  | 1997  | 2002  | 2007  | 2008  | 2009  | 2010  | 2011  | 2016  | 2017  | 2018  |
| ---- | ----- | ----- | ----- | ----- | ----- | ----- | ----- | ----- | ----- | ----- | ----- | ----- | ----- | ----- |
| 人口 | 7,280 | 7,792 | 7,614 | 7,849 | 8,477 | 8,781 | 8,721 | 8,747 | 8,694 | 8,691 | 8,675 | 8,690 | 8,614 | 8,673 |

(1961年6月6日、1970年5月27日は人口調査結果; 1987年以降はいずれも12月31日)

## 行政

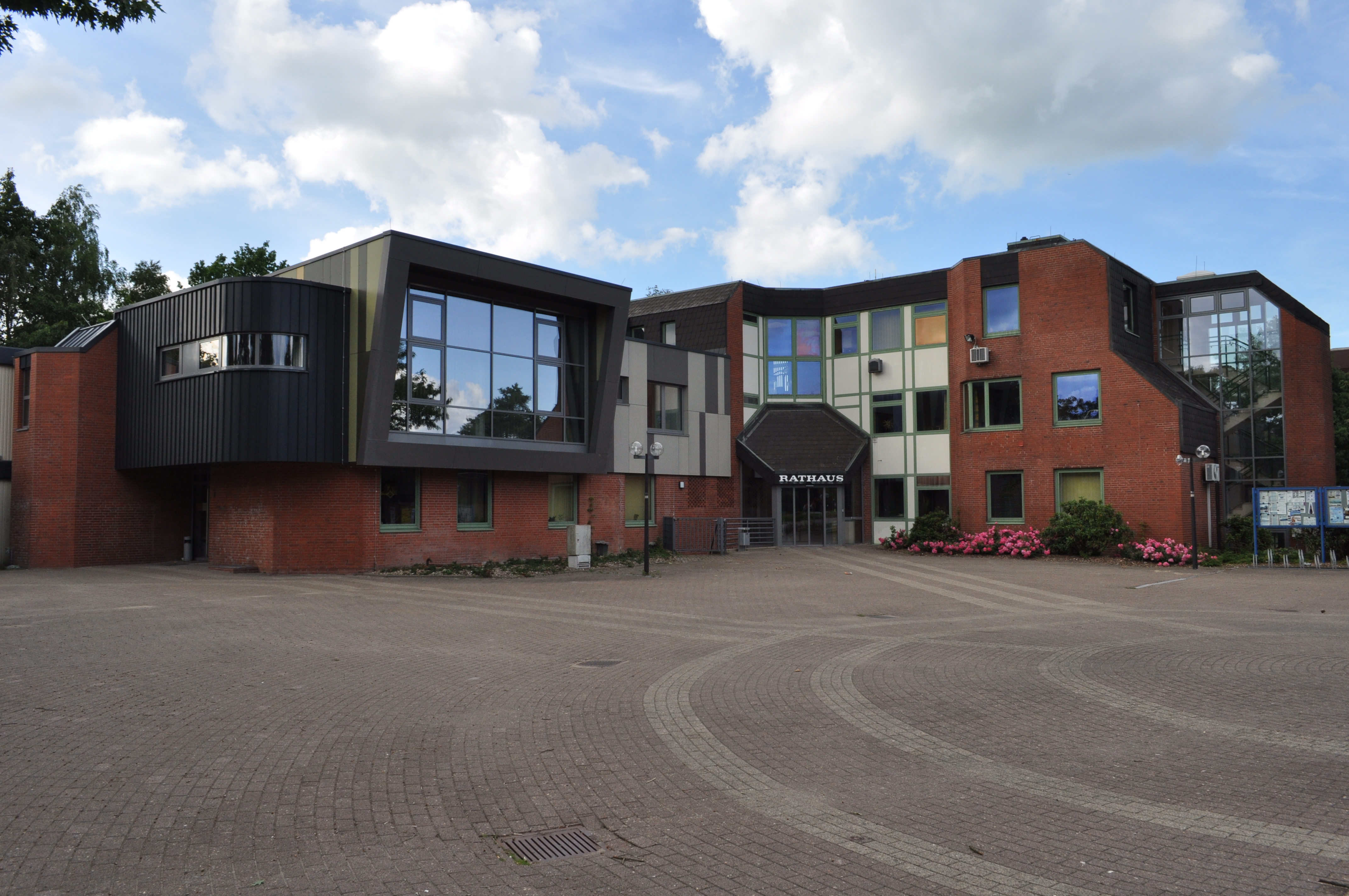
ヘムモール市庁舎

### 市議会
ヘムモール市の市議会は、23人の議員からなる。これは、人口8,001人から9,000人のザムトゲマインデに属す自治体の議員定数である。議員は5年ごとに住民の選挙によって選出される。

### 首長
2016年に市議会は、同議員のザビーネ・ヴィスト (SPD) を、任期中の名誉職の市長に選出した。

### 紋章
図柄: 上下二分割、上部はさらに左右二分割。向かって左上は赤地で銀の天秤の上に斜めに配された銀の波帯。向かって右上は銀地に黒の自在鉤。下部は青地に銀の歯車。
解説: 天秤は、この街の商売・交易の伝統と公平性を象徴しており、波帯は重要な水路であるオーステ川を表している。自在鉤は、元々農民の集落であったことを意味している。歯車は地元の工業を象徴している。

### 姉妹都市
- クエ（フランス語版、英語版）（フランス、ヴィエンヌ県）
- スワッファム（英語版）（イギリス、ノーフォーク）
- リューダースドルフ・バイ・ベルリン（ドイツ語版、英語版）（ドイツ、ブランデンブルク州）

## 文化と見所

### 技術的建造文化財 運搬橋

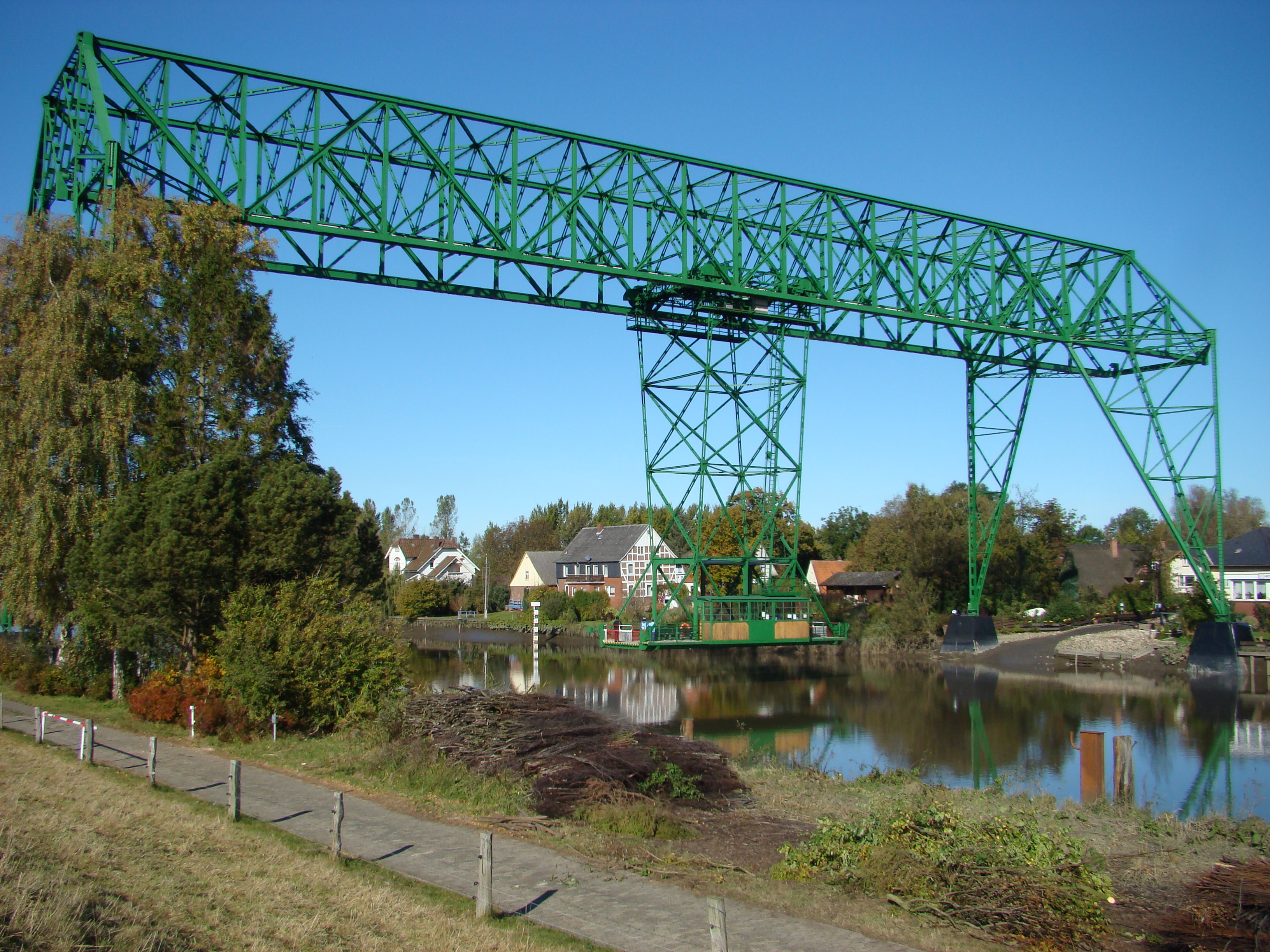
オーステ川に架かる運搬橋

オーステ川に架かる運搬橋は、1909年からオーステン とヘムモールのバスベック地区とを結んでいる。ドイツに2基、世界に8基ある運搬橋の1つであるこの施設は、1974年に道路橋としての機能を失い、技術的建造文化財として観光用にデモンストレーション運行を行っていた。この施設は2004年に大規模な修復がなされた。2006年4月から歩行者および自転車利用者用にオーステ川を定期的に渡る運行を再開した。

### 博物館

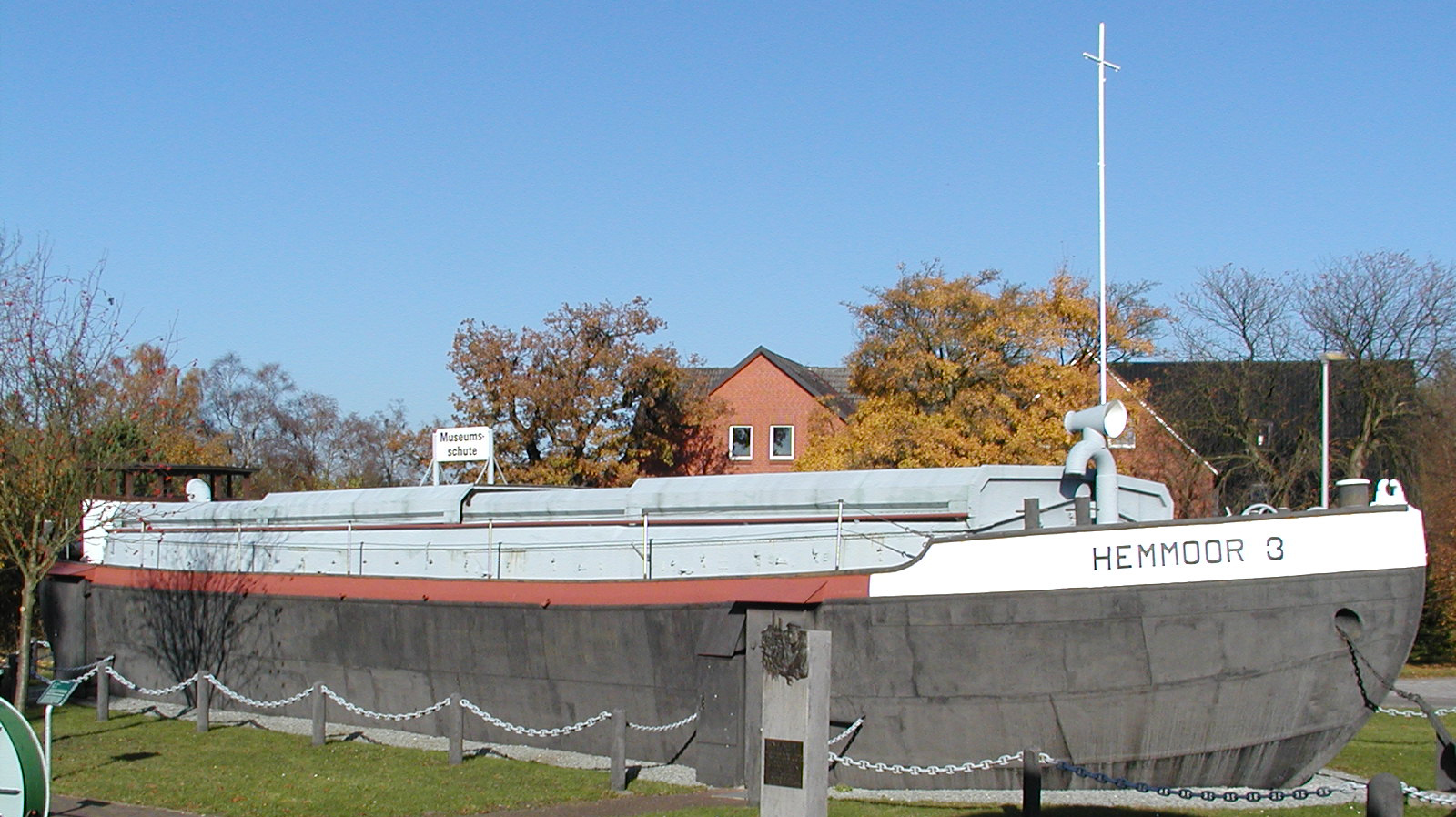
ヘムモールのドイツ・セメント博物館

- 旧ヘムモーラー・セメント工場の建造73年経ったセメント用艀内にあるドイツ・セメント博物館は、セメント工場の歴史や伝統的なオーステ川の水運について紹介している。この艀は、1925年にヘンリー・コッホ造船所で建造番号 253の3番船として建造された。この艀は積載量 185 t、幅 9.50 m の大きさがある[10]。
- ヘムモール歴史の家は、ヴァールシュターデのチョーク層が形成された6500万年前の北ドイツの海の化石を展示している。
- かつてこの地域最大の工業系企業であった旧セメント工場（1866年から1983年まで稼働していた）の技術機器の屋外博物館は通年見学可能である。

### 年中行事
- バスベック市区の IG バーンホーフシュトラーセは2年ごとにバーンホーフ通り祭を開催している。
- 2003年から、ハイデシュトラント海水浴場で、「キュステンクラシック」という名称でゼーフェストシュピーレ（海の祝祭劇）が開催される。
- ヴァッサーフロインデ・ヘムモールは 87 km を走るオーステ＝マラソンを毎年開催している。

### 文化サークル・ヘムモール e.V.
文化サークル・ヘムモール e.V. は定期的にコンサートや文化イベントを開催している。28年間の合計で48,000人以上がロック、民謡、クラシック、文芸イベントに参加した。

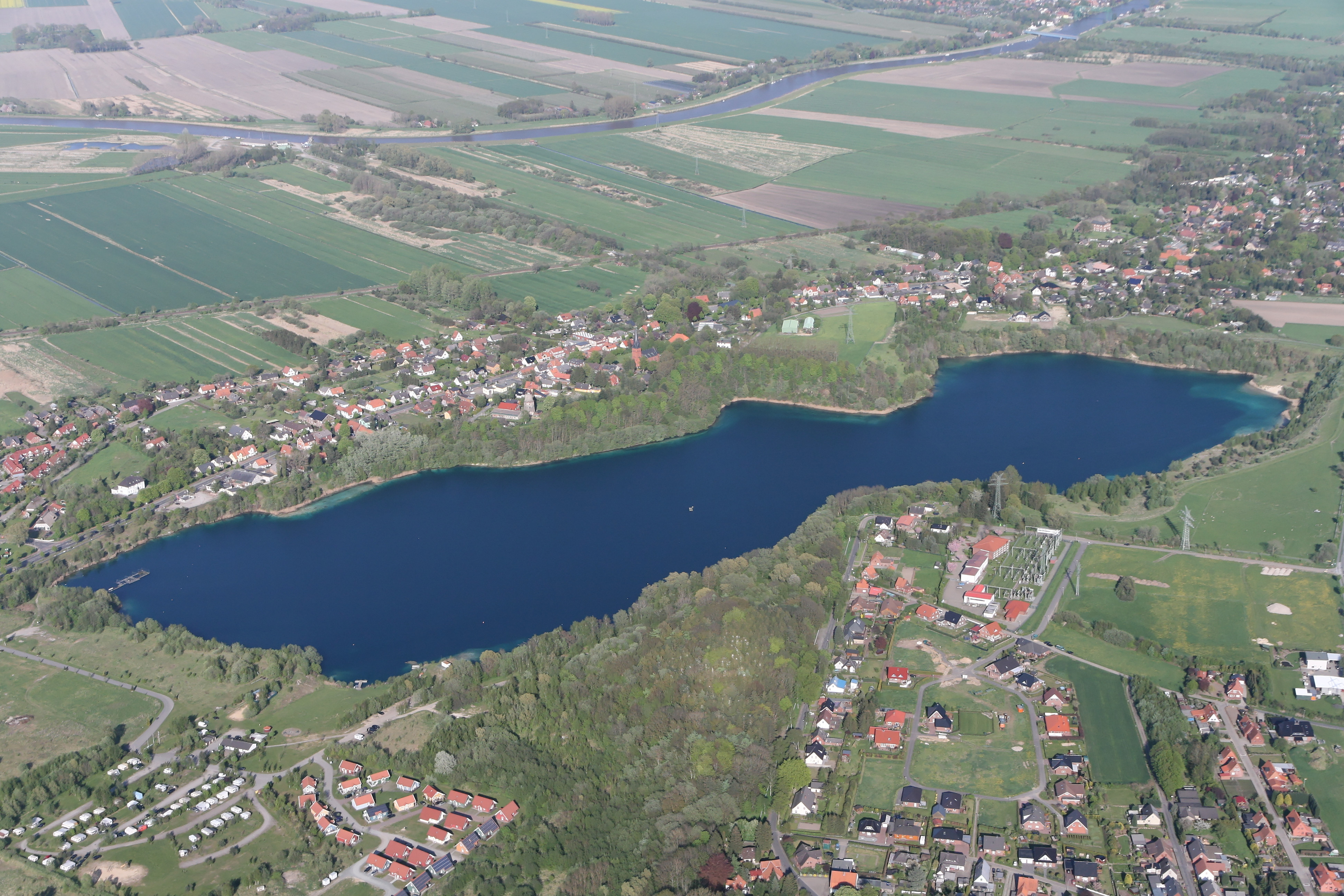
クライデ湖

### クライデ湖
ヴァールシュターデ市区のクライデ湖は、117年のセメント製造の歴史の遺物である。1862年から1976年までここでチョークが採掘され、現在の湖畔にあったセメント工場で加工されていた。採掘が行われなくなった後に、坑道に地下水が貯留した。元々130 m の深さがあった湖に、元のチョーク工場の瓦礫や石くずが詰め込まれ、60 m まで浅くなったが、それでも北ドイツで3番目に深い水域である。広さは約 33 ヘクタールである。
この湖は、ダイビングスポットやレジャーセンターとしても国際的に知られており、その深さ、視界状況、低い水温などのため、難易度の高いダイビングスポットである。すでに何度も潜水死亡事故が起きている。この湖は対価を払えば年中ダイビングを行うことができる。ダイビング基地は集落の前にある。水中の魅力は、沈んだ工業施設の他に、自動車、沈んだヨット、運び込まれたトラックや、かつて宇宙飛行士アラン・シェパードの所有だった飛行機パイパー PA-28 がある。
ガラスのように透明な水中には、様々な種類のマスやサケの仲間が繁殖しており、これを釣ることもできる。

### ヘムモール＝クーゲル

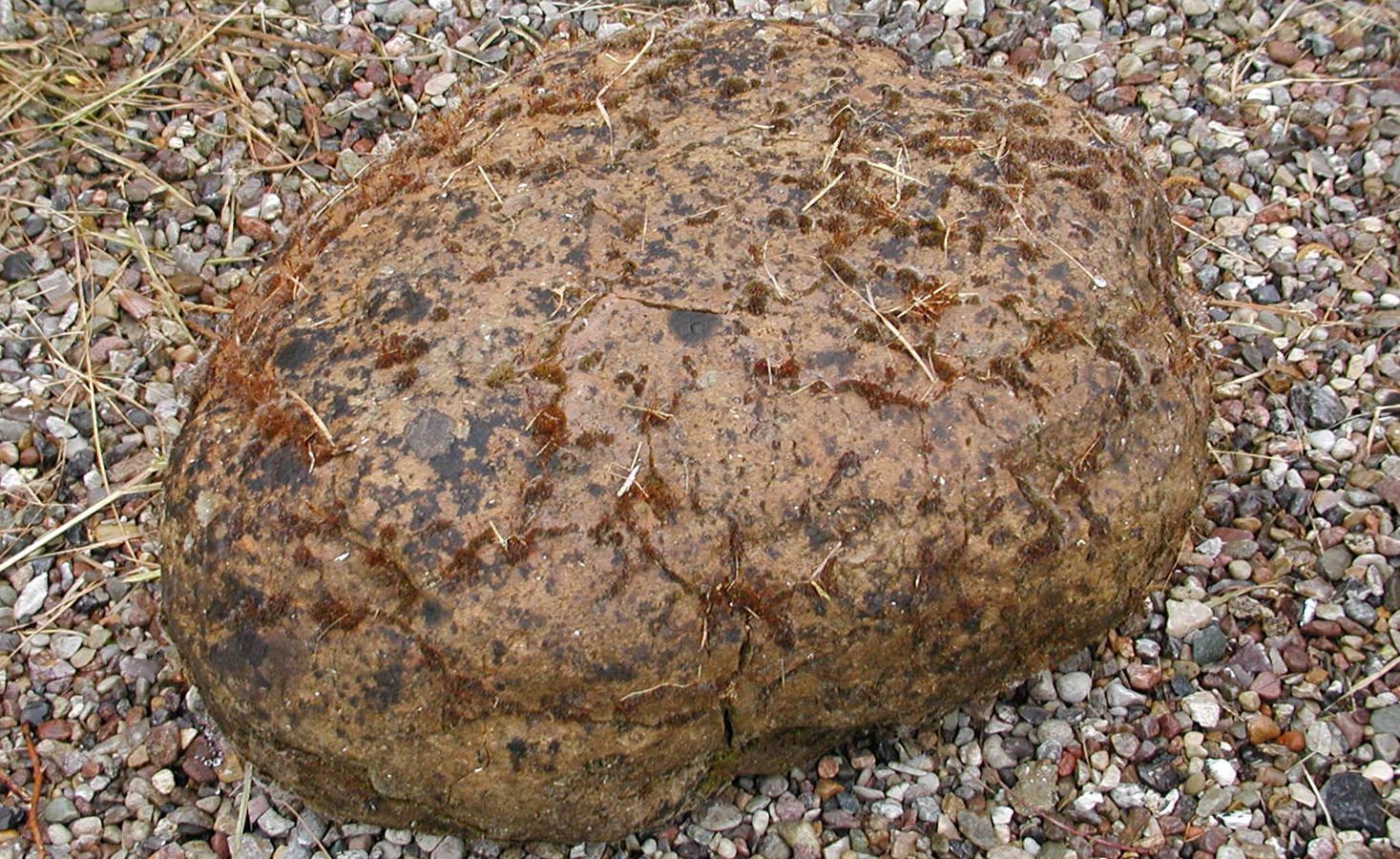
ヘムモール＝クーゲル

砂や石灰を含んだ堆積物からなる球状の岩石を「ヘムモール＝クーゲル」と呼ぶ。この球は、約1700万年前の海の土壌が石化して「ヘムモーリウム」となったものである。
この堆積物は氷期に氷河によって球形になった。オーステ水門前、バリエのナトゥレウム（自然科学博物館）に展示されている2つの球や、ある球の断片には、現在までに300種以上の動物が確認されている。ヘヒトハウゼンのリー・ラーデ氏から貸与された球は、カーデンベルゲの砂の穴から発見された。ハノーファーのニーダーザクセン州土壌研究局から長期貸与されている別の球は、ヘムモールのチョーク採掘坑から発見されたものである。

### 観光
ヘムモールは、2004年に開通した、ブレーマーフェルデからキールまで全長約 250 km のドイツ・フェリー街道沿いにあり、バスベック地区のオーステン - ヘムモール運搬橋がこれに属している。
透明で冷たいヘムモールのクライデ湖は、ドイツの最も有名なダイビング湖の1つであり、通年スポーツダイビングを行うことができる。クライデ湖畔にあるダイビング基地は、ドイツ語圏のベスト・ダイビング基地に何度も選ばれている。

### 名物料理・食材
ヘムモールの食堂ではクライデ湖で捕れたカワマスが供されている。この他の名物料理は、チリメンキャベツ、キュウリウオ、ウナギがある。

## 経済と社会資本
ニーダーザクセン州の地域管理プログラムでヘムモールはミッテルツェントルム（中級中心）と位置づけられている。

ヘムモール・セメント博物館のセメント工場労働者の像

### 世界的評価を受けているヘムモール製セメント
セメントの製造には主に、チョーク、粘土、石炭が必要である。ヘムモールでは表土表面に「シュライプクライデ」（チョーク層）の大きな鉱脈が通っており、1866年にはすでにセメント製造のためのチョークの採掘が行われていた。この他に必要な粘土はラムシュテットのヴェスターベルクから採掘され、焼成のための石炭はルール地方から船で運ばれた。帰りには、完成したセメントがバラ荷として、あるいは袋に詰められて、コンテナで輸送された。工場とシュヴァルツェンヒュッテン地区の港との間は、狭軌の工場鉄道が設けられた。1882年、ポートランド・セメント工場ヘムモール株式会社の設立で、世界最大のセメント製造業者の1つが設立された。この会社は、ヘムモールおよびエルベ＝ヴェーザー＝トライアングルで最大の雇用主であり、エルベ川下流域およびハンザ都市ハンブルクの建築のためにセメントを供給していた。たとえば、チリハウス（1924年）、ホテル・アトランティック（1909年）、旧エルベ・トンネル（1911年）、さらにはニューヨークの自由の女神像（1886年）などである。
1960年代に、イッツェヘーエのアルゼンシェ・ポートランド・セメント工場（現在はホルシム・グループの一員である）が株式の過半数を引き継いだ。1983年に生産は停止した。次第に深い場所からチョークを採掘するために坑道を掘り進む必要があり、周辺の安全性確保が難しくなったためであった。また、連邦道B73号線の際では、鉱山や隣接する家屋の安全上のリスクがますます高まった。生産施設の最後に2本の目立つ煙突が取り壊され、B73号線沿いの管理棟だけが残された。現存するいくつかの労働者・監督者住宅の他、古い製造工場の向かいにあるドイツ・セメント野外博物館がヘムモールの歴史のこの時代を思い起こさせる。工場創設者 J. H. ハーゲナー、かつての代表者エーヴァルト・マールビー、工場長クルト・ティールマンなど、ヘムモールでのセメント製造の歴史にかかわる幾人かの人物にちなんで、通り、広場、路地が命名されている。

### 交通

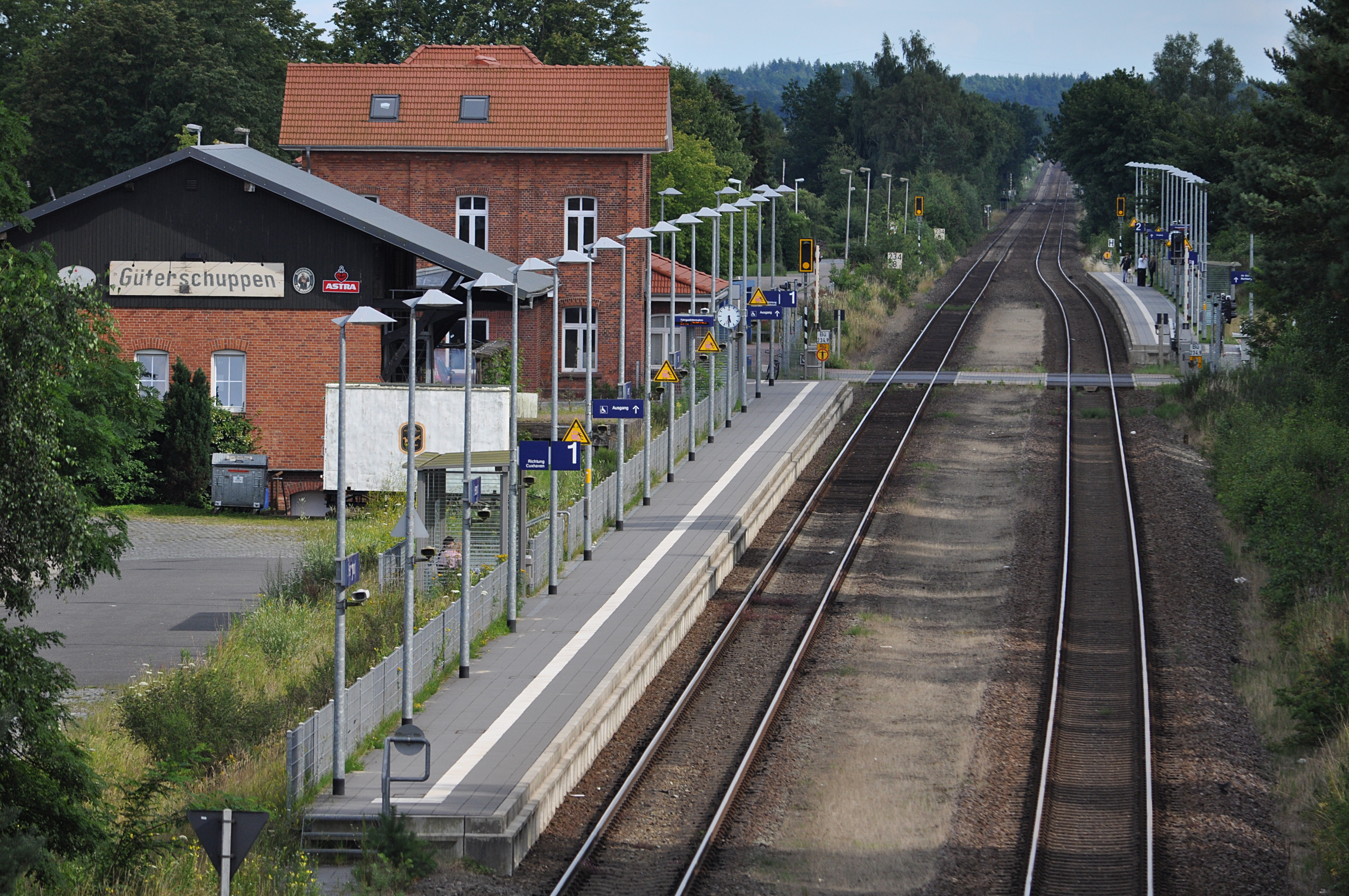
ヘムモール駅

本市は、連邦道のB73号線とB495号線が交差する場所に位置している。
ヘムモールには、ニーダーエルベ鉄道クックスハーフェン - ハンブルク線の駅がある。1992年まではバスベック＝オーステン駅と呼ばれていたこの駅は、2005年/2006年に営業しながら完全に改築され、2つの新しいプラットフォームが設けられ、ポイントが撤去され、信号所が刷新された。ハンブルク方面への最初列車 (RE 14599) が到着して、工事は2006年7月3日に完了した。古いツィーゲルカンプ踏切はハンブルクからの最後の列車 (RE 14588) が出発した後、すぐに取り壊された。同時に、新しいバーンホーフ通り/オットー＝ペシェル通り踏切が設けられた。
2007年12月から2018年12月まで、この駅はメトロノーム鉄道会社によって利用されていた。2018年12月以降は、スタート・ウンターエルベ鉄道会社 mbh に引き継がれた。2009年5月11日9:40頃、Lok 246 006-1 が「ヘムモール」と命名された。

### 教育
ヘムモールのギムナジウム・ヴァールシュターデは1946年に学校協会の主導で設立された。現在のギムナジウムはシュターデ上級学校ヴァールシュターデ分校から発展したものであり、地方の学校として広範な地域の教育施設となっている。
2016年6月、旧郵便局に、ヘムモール文化サークル e.V.、アン・デア・オーステ音楽学校 e.V.、クックスハーフェン郡市民大学 e.V. を含む音楽・教育センターが開設された。

## 人物

### 出身者
- クリストフ・マイナース（ドイツ語版、英語版）（1747年 - 1810年）哲学者、民族学者
- テース・ウールマン（1974年 - ）ミュージシャン、作家

### ゆかりの人物
- ペーター・リュームコルフ（ドイツ語版、英語版）（1929年 - 2008年）著述家、ヴァールシュターデで育った。
- ドロテア・ブラント（ドイツ語版、英語版）（1984年 - ）水泳選手、13歳当時にTSV アイヒェ・ヴァールシュターデ（現在の SC ヘムモール）のジュニア部門からキャリアをスタートした。

## 訳注
1. ↑  Geest とは北海沿岸部の砂が堆積した丘陵を指す。